# Зона конвергенції

Мезомасштабний морський бриз на Кубі зливається з обох берегів, утворюючи лінії купчастих хмар.

Зона конвергенції в метеорології — область в атмосфері, де два переважаючі потоки стикаються і взаємодіють, що зазвичай призводить до відмінних погодних умов. В результаті накопичується маса повітря, яка в решті решт призводить до вертикального руху та утворення хмар та опадів. Широкомасштабна конвергенція, яку називають синоптичною конвергенцією, пов’язана з такими погодними  явленнями, як бароклінічні жолоби, зони низького тиску та циклони. Екваторіальна конвергентна зона, що утворена за рахунок комірки Гадлі, стиснулася і посилилася в результаті глобального підвищення температури. В результаті невеликої конвергенції утворюються спектр явищ від окремих купчастих хмарин до великих областей гроз. 
Обернена конвергенція — дивергенція.

## Великий масштаб

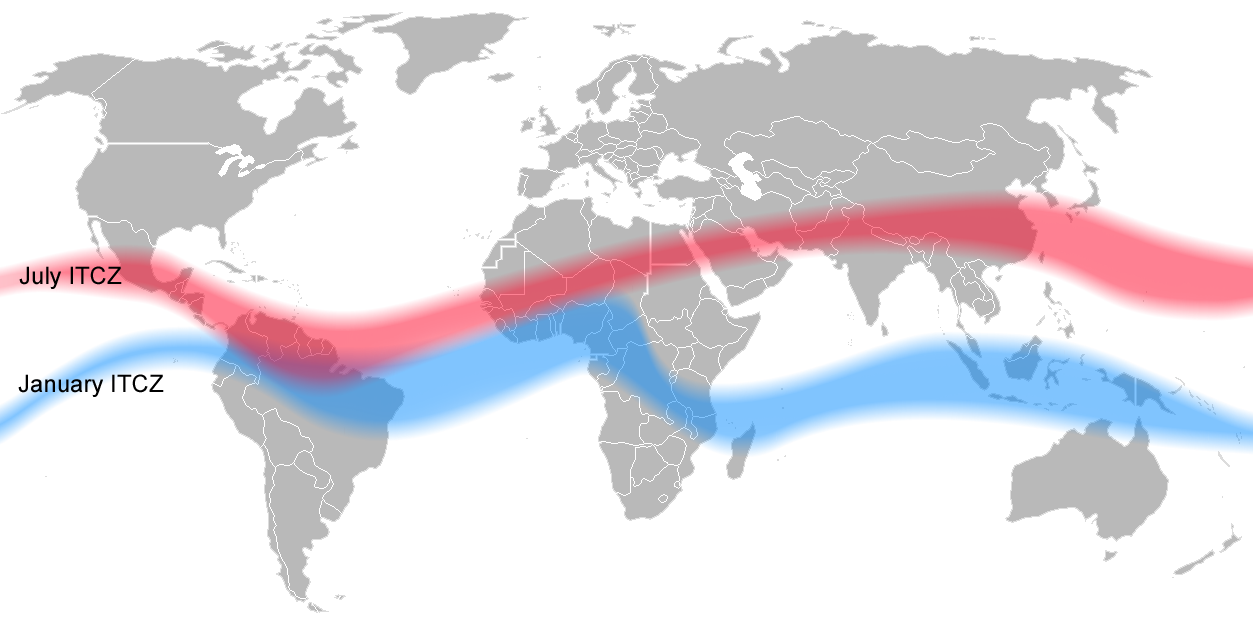
Екваторіальна конвергентна зона змінюється з нахилом землі, збігаючись зі зміною пір року.

Прикладом зони конвергенції є Екваторіальна конвергентна зона — область низького тиску навколо всього екватору Землі. Інший приклад — конвергентна зона південної частини Тихого океану, яка простягається від західної частини Тихого океану до Французької Полінезії . 
Екваторіальна конвергентна зона є результатом північно-східних та південно-західних пасатів, які сходяться в районі значної кількості прихованої теплоти та низького тиску. Коли два пасати сходяться, прохолодне сухе повітря забирає вологу теплого океану і піднімається, сприяючи утворенню хмар і опадів. Область низького тиску, яка створюється рухом пасатів, діє як вакуум, втягуючи прохолодніше сухе повітря з областей високого тиску, створюючи конвекційну комірку, широко відому як комірка Гадлі .  
Температура поверхні моря безпосередньо пов'язана з положенням Сонця або розташуванням "екватора потоку енергії", таким чином Екваторіальна конвергентна зона зміщується відповідно до сезонів. Завдяки положенню Сонця температура поверхні моря поблизу екватора (від 30° південної широти до 30° північної широти) під час рівнодення вища за будь-які інші широти. Під час літнього сонцестояння в Північній півкулі (21 червня) Екваторіальна конвергентна зона зміщується на північ згідно з положенням Сонця. Екваторіальна конвергентна зона переміщується на південь під час зимового сонцестояння (у Північній півкулі), коли сонячна радіація фокусується на 23,5° південної широти. 

## Мезомасштаб
Зони конвергенції також спостерігаються в меншому масштабі. Серед прикладів — конвергентна зона Пьюджет-Саунд, що спостерігається в районі Пьюджет-Саунд у американському штаті Вашингтон; зона конвергенції Мохавк–Гудзона в штаті Нью-Йорк; зона конвергенції Ельсінора в штаті Каліфорнія; ефект Брауна Віллі, який може виникнути, коли південно-західний вітер дме над Бодмін-Муром у Корнуолі; та Пемброкширський Данглер, який може утворитися, коли північні вітри дують над Ірландським морем. Вони також можуть бути пов’язані з фронтами морського бризу. 

## Вплив зміни клімату
В результаті зміни клімату Екваторіальна конвергентна зона стала щільнішою та охоплює меншу територію навколо екватора. Швидкість конвергенції змінюється щодня залежно від інтенсивності сонячного випромінювання та температури води, пік конвекції приходиться на полудень. У міру постійного зростання глобальної температури швидкість конвекції росте, посилюючи ефект комірки Гадлі . 